# Кульбаба
Кульба́ба (Taraxacum) — рід багаторічних трав'янистих рослин родини айстрових (лат. Asteraceae).

## Етимологія назви
Українське «кульбаба» утворене від ранішої форми *кульбава (що змінило вимову внаслідок асиміляції «б»), похідної від прасл. *kulьbava květka («квітка, здатна до загинання, округлості»). Прикметник *kulьbava (чоловічий рід *kulьbavъ) — від дієслова *kuliti («гнути», пор. «кулитись»). З того ж кореня й кульбастий («горбатий», «загнутий»). Назва пов'язана з тим, що обірване стебло кульбаби, коли діти беруть його ротом («Кульбабо, розвернися!»), розривається на кінці на 3-4 частини, що загинаються у боки.
Латинська назва Taraxácum виникла внаслідок латинізації арабської (tharakhchakon) або перської (talkh chakok) назви іншого складноцвіта.

## Опис

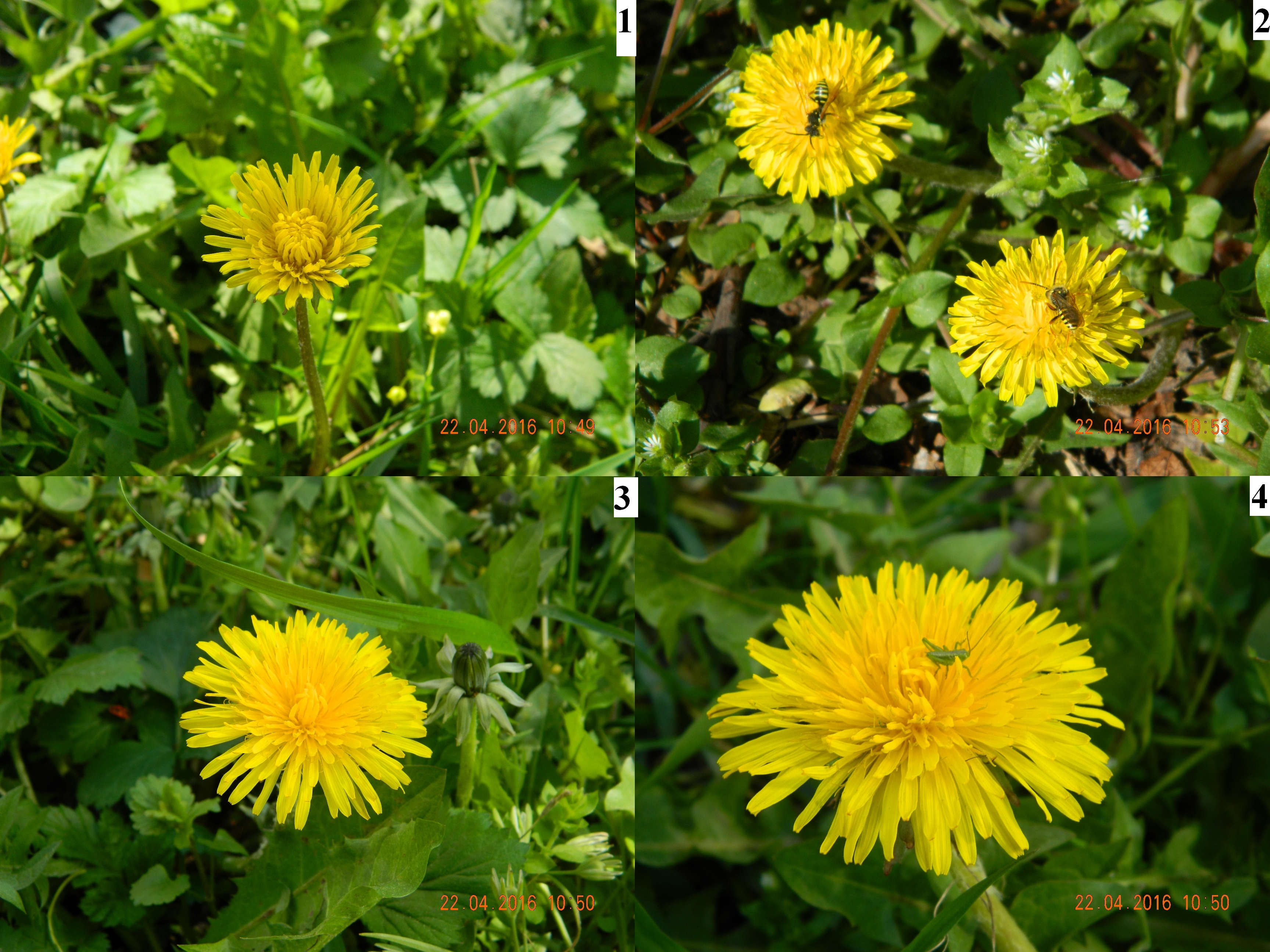
1 — не повністю розкрита квітка; 2 — комахи на квітах; 3 — пуп'янок та квітка; 4 — коник на квітці

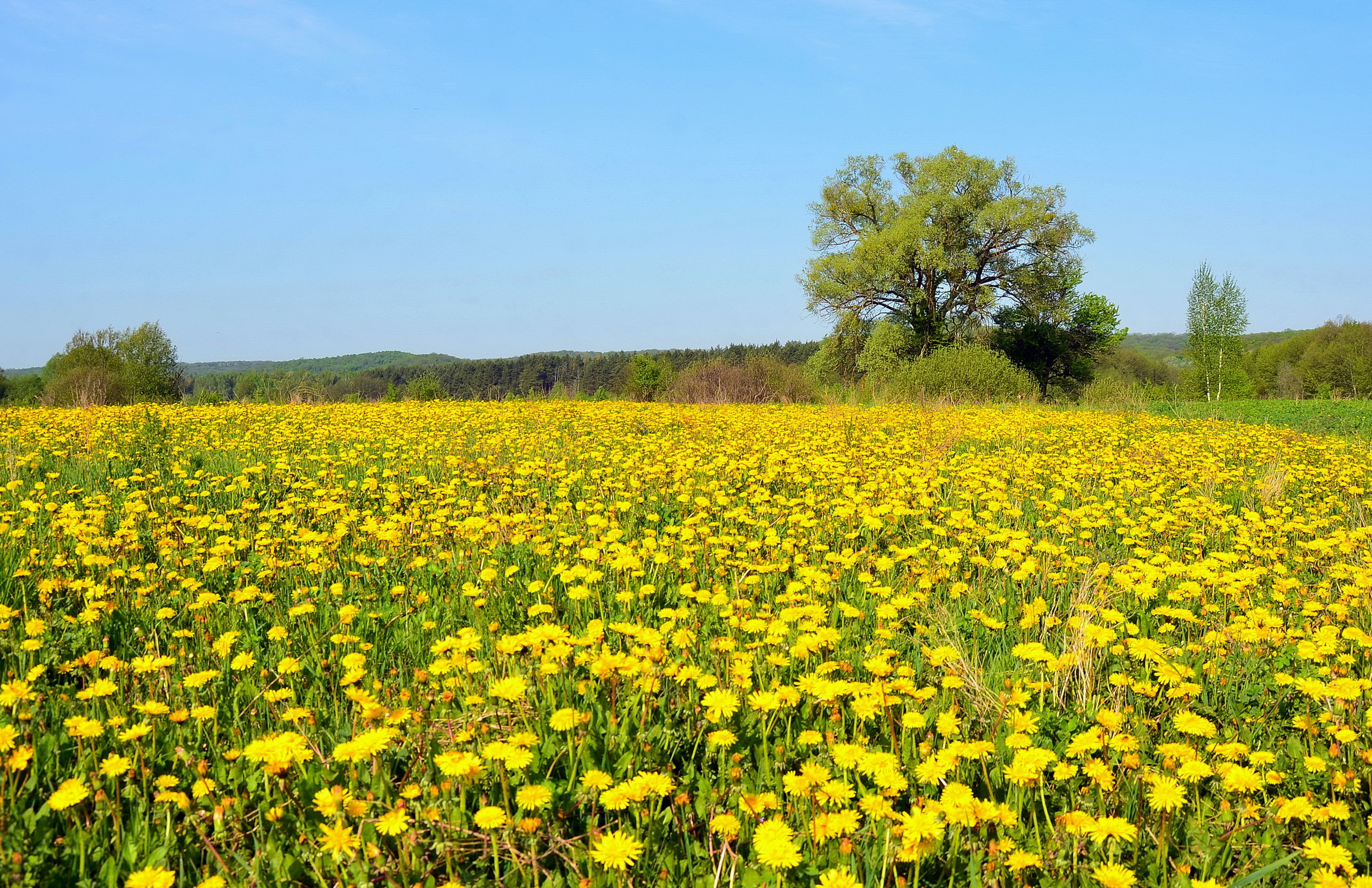
Кульба́ба (Taraxacum) в травні на Сумщині

Кульбаба — рослина з гіллястим, стрижневим коренем завтовшки близько 2 см і завдовжки близько 60 см, яке у верхній частині переходить в коротке багатоголове кореневище. Листки голі, перисто-надрізані або цілісні, зібрані в прикореневу розетку. Квітконос соковитий, циліндричної форми, порожнистий, несе поодиноке суцвіття-кошик язичкових яскраво-жовтих квіток. Усі частини рослини містять густий білий молочний сік. Квітне кульбаба в квітні та на початку травня, плодоносить сім'янками з білим чубком — з квітня по травень.

### Еволюція
Насіння кульбаби утворюється без запліднення (явище апоміксису). Таким чином, його генетичний матеріал ідентичний генетичному матеріалу батьківської рослини (за винятком мутацій). Отже, природний добір понизив варіативність популяції, що зменшує пристосованість її до середовища, тим не менше кульбаба досягла значного поширення у світі.

## Систематика й поширення
Представники роду поширені в Європі, Азії, Америці, Австралії та Північній Африці. Рід Кульбаба налічує понад 2000 видів, в Україні зростають дванадцять, з них найпоширенішим є Кульбаба звичайна, або лікарська (Taraxacum officinale). Росте скрізь в Україні на луках, вигонах, у садах як бур'ян.

### Види
Див. Список видів роду Кульбаба

## Застосування
Екстракт або порошок з коренів (іноді й з листків) кульбаби лікарської застосовують у медицині для поліпшення діяльності органів травлення.
Деякі види кульбаб, наприклад крим-сагиз, або кульбаба осіння (Taraxacum hybernum), росте в Криму, та кок-сагиз, який раніше вирощували в Україні, містять в коренях 4 — 6 % каучуку.

## Схожі рослини

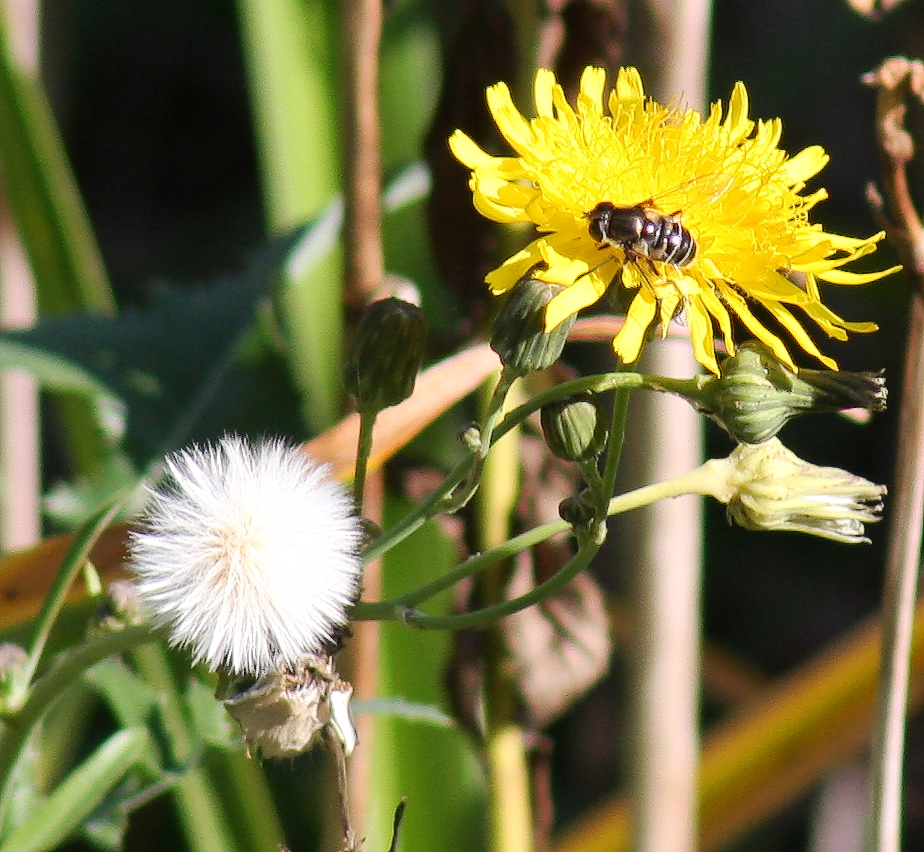
Квіткові голівки та дозрілі насінини нечуйвітру іноді плутають з кульбабами.

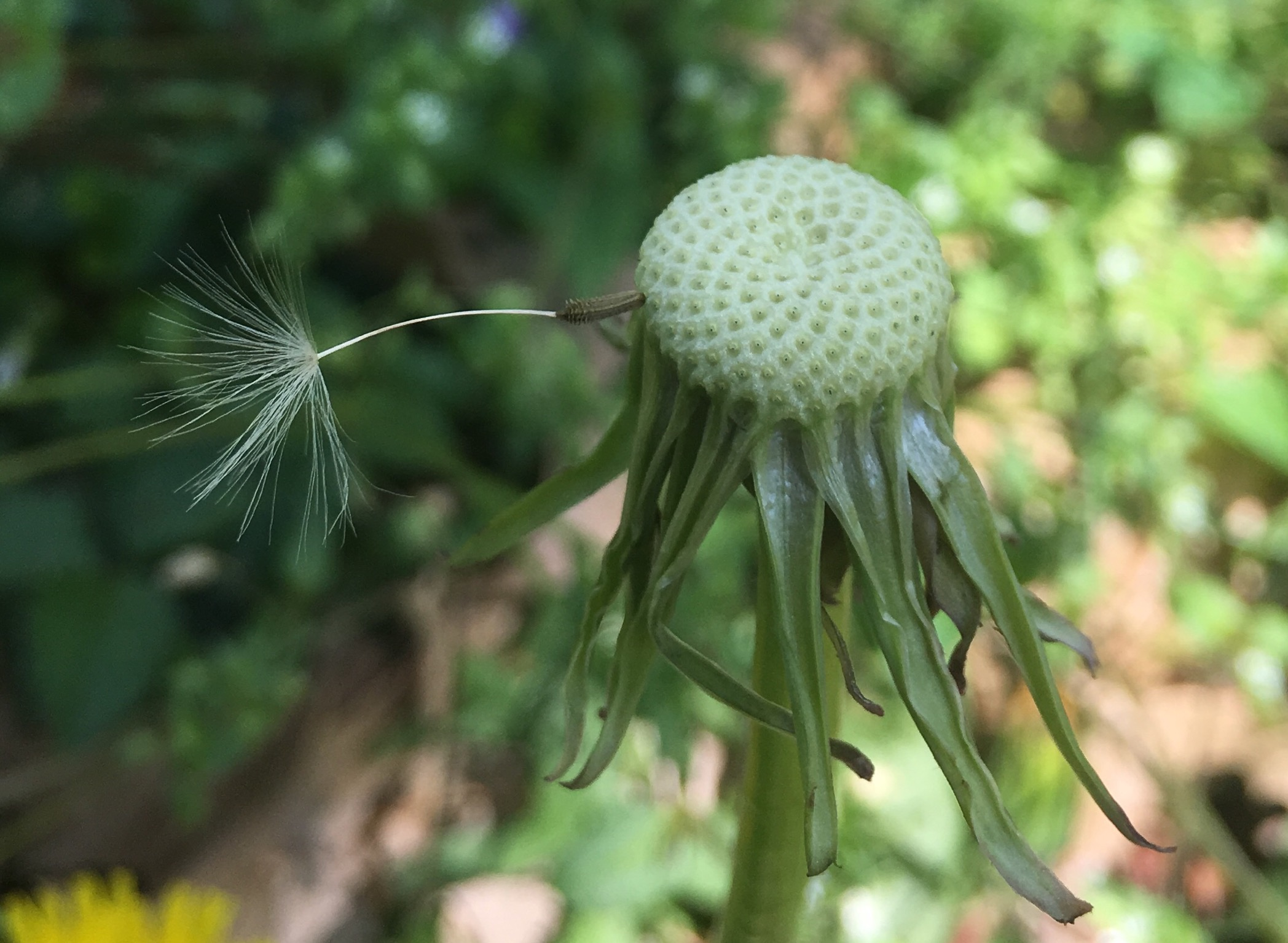
Насінна голівка Taraxacum officinale з лише одним насінням, що залишилося прикріпленим

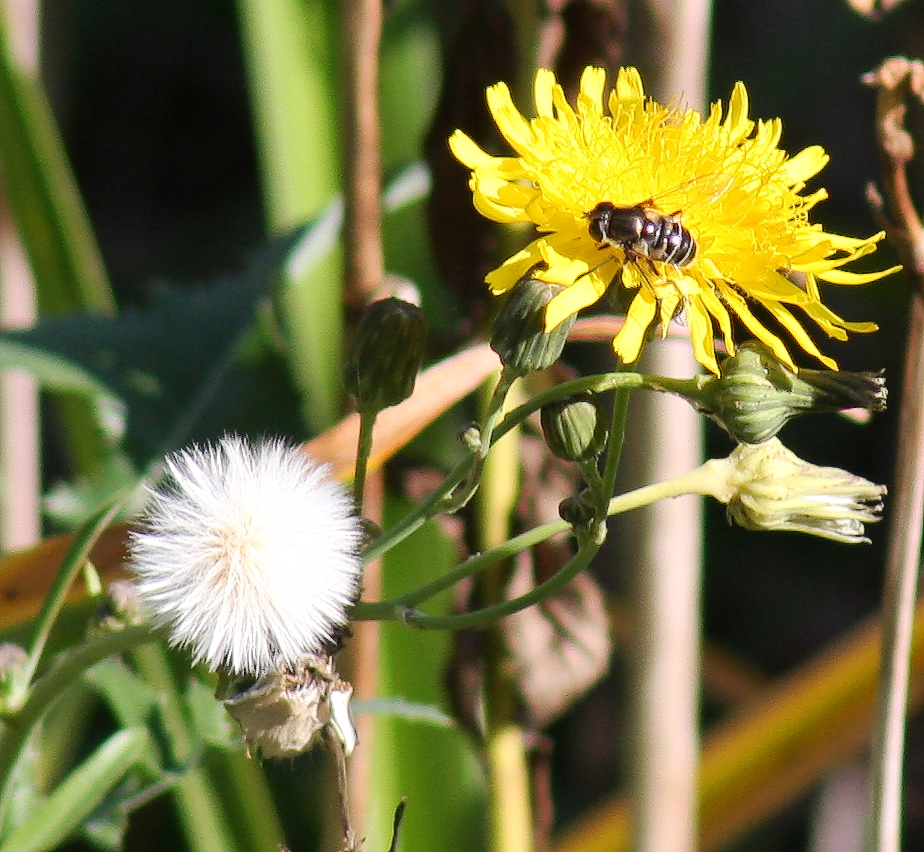
Квіткові голівки та дозрілі насінини нечуйвітру іноді плутають з кульбабами.

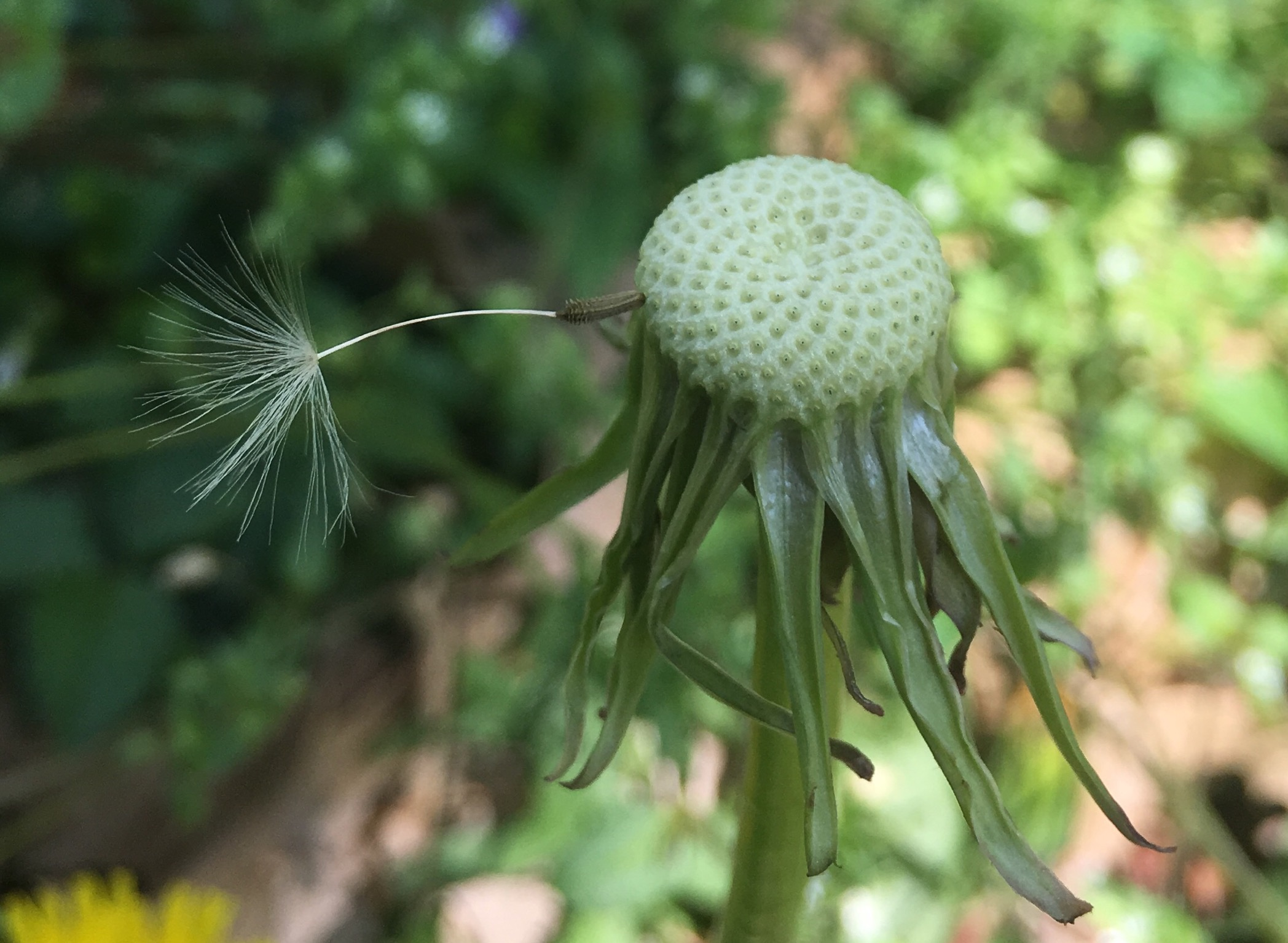
Насінна голівка Кульбаба лікарська з лише одним насінням, що залишилося прикріпленим

Багато схожих рослин із родини Айстрові з жовтими квітками іноді називають несправжніми кульбабами. Квіти кульбаби дуже подібні до квітів квітки Поросинець. Обидві рослини мають схожі квіти, які перетворюються на насіння, що розноситься вітром. Однак, квіти кульбаби розташовані поодиноко на нерозгалужених, безволосих і безлистих порожнистих стеблах, тоді як квітконосні стебла котячих вушок розгалужені, суцільні та мають приквітки. Обидві рослини мають прикореневу розетку листя і центральний стрижневий корінь. Проте листя кульбаб гладке або голе, тоді як листя котячих вушок грубо волосисте.:740
Ранньоквітні кульбаби можна відрізнити від мати-й-мачухи (Tussilago farfara) завдяки їх прикореневій розетці листя, відсутності дискових квіточок і відсутності лусочок на квітконосі.
Інші рослини з поверхнево схожими квітками включають Нечуйвітер (Hieracium) та скереду (Crepis). Їх легко відрізнити за розгалуженими квітконосами, які зазвичай волосисті та мають листя.:740

## Історія

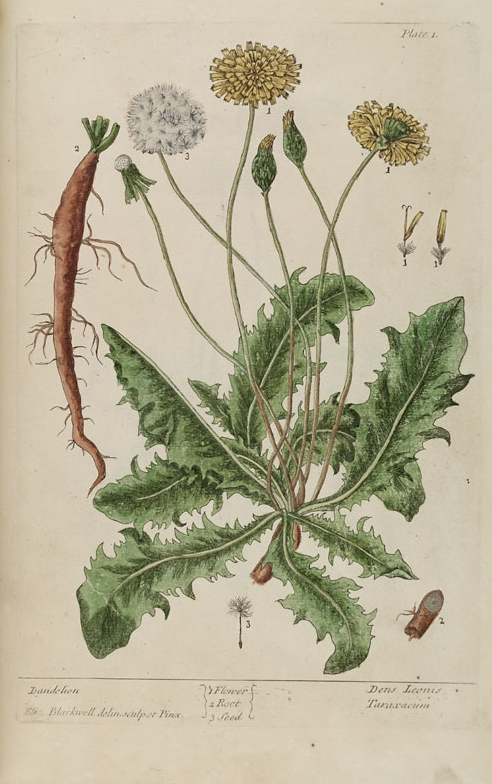
Розфарбований вручну друк, пластина 1 Dens Leonis в A Curious Herbal, 1737, автор Елізабет Блеквелл

Вважається, що кульбаби еволюціонували близько 30 мільйонів років тому в Євразії. Викопні насіння Taraxacum tanaiticum були знайдені в Пліоцені в південній Білорусі. Кульбаби використовувалися людьми для їжі та як трав'яний засіб протягом більшої частини записаної історії. Вони були добре відомі давнім єгиптянам, грекам і римлянам, і зафіксовано, що їх використовували в традиційній китайській медицині протягом понад тисячі років. Рослина використовувалася як їжа та ліки корінними американцями. Кульбаби, ймовірно, були привезені до Північної Америки на кораблі Мейфлауер через їхні передбачувані лікувальні властивості. Цілеспрямоване вирощування кульбаб почалося в США в середині 19 століття.

## Харчова цінність

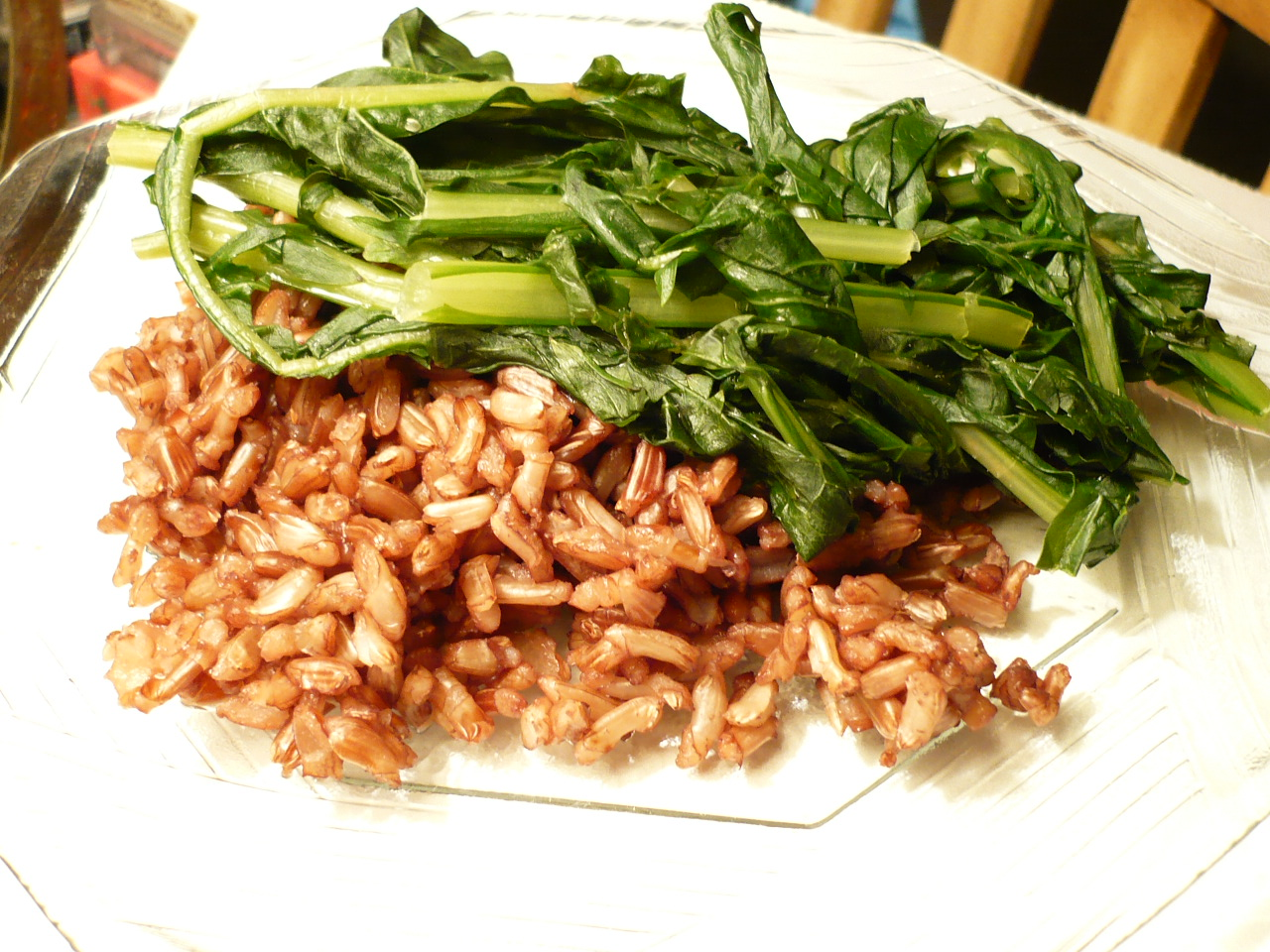
Тарілка обсмажених листків кульбаби з веганським рисом

Сирі листя кульбаби містять високу кількість вітамінів A, C та K і є помірними джерелами кальцію, калію, заліза та марганцю. Сирі листя кульбаби містять 86% води, 9% вуглеводів, 3% білка та 1% жиру. Порція в 100 грамів містить 45 Калорій.

## Фітохімічні речовини
Сирі квіти містять різноманітні фітохімічні речовини, включаючи поліфеноли, такі як флавоноїди апігенін, ізокверцитрин (сполука, подібна до кверцетину) та кавова кислота, а також терпеноїди, тритерпени та сесквітерпени. Корені містять значну кількість пребіотичного волокна інулін. Листя кульбаби містять лютеїн.
Тараксалізин, серинова протеїназа, перебуває в латексі коренів кульбаби. Максимальна активність протеїнази в коренях досягається у квітні, на початку розвитку рослини після зимового періоду.

## Властивості

### Їстівність

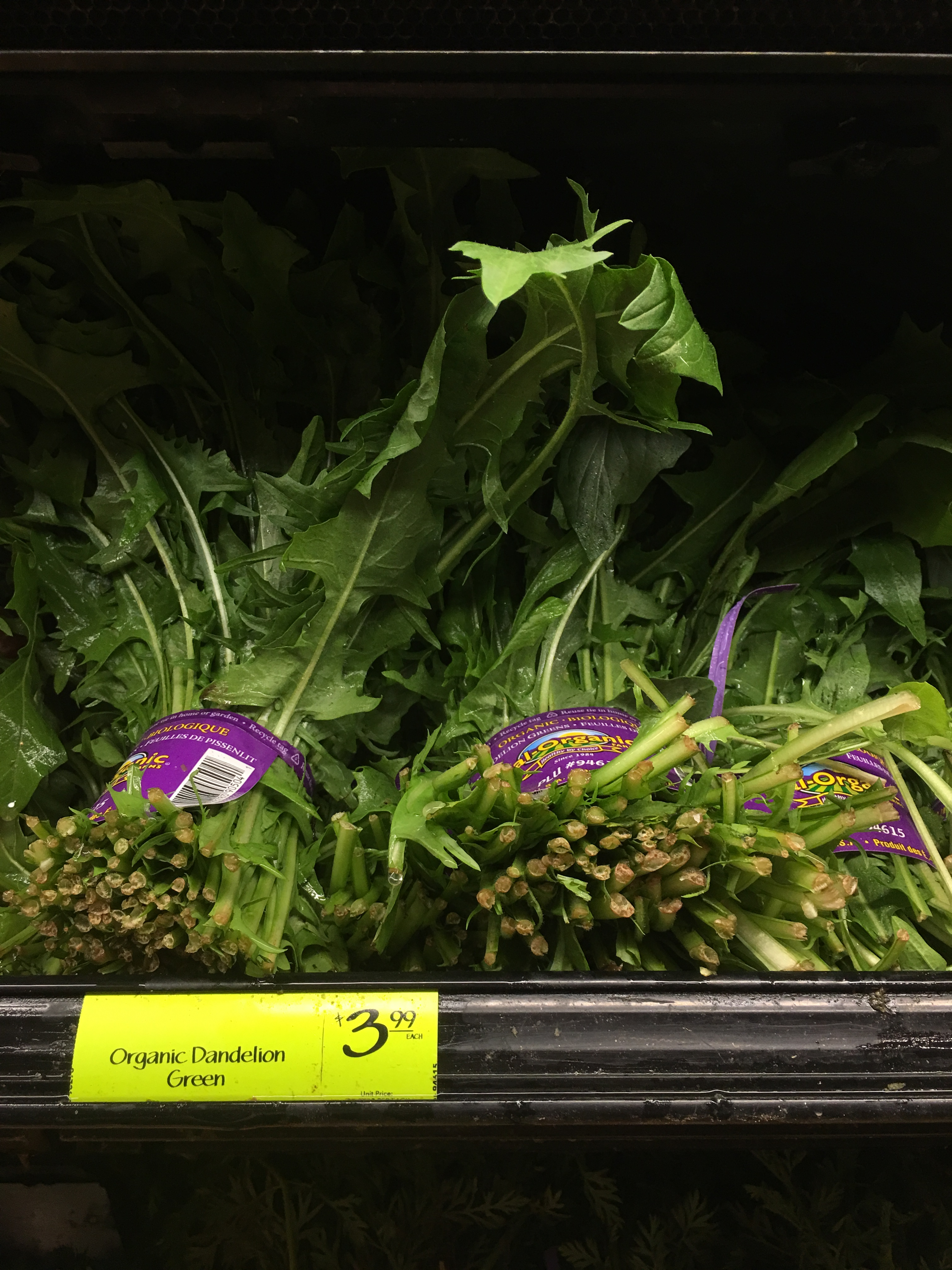
Пучки органічної кульбаби зелені на продаж

Вся рослина, включаючи листя, стебла, квіти та корені, є їстівною і багатою на поживні речовини, такі як кальцій, залізо та вітаміни А і К. Кульбаби дико ростуть на всіх континентах, крім Антарктиди. Більшість комерційних сортів походять з Євразії. Це багаторічна рослина зі стрижневим коренем, тому зелень можна неодноразово збирати, якщо корінь залишається в землі.
Кульбаби містять гіркі, але водорозчинні сесквітерпени. Гіркота посилюється пізніше в сезоні, після цвітіння квіток, і в міру дозрівання листя. Щоб зробити листя кульбаби більш смачним, їх можна бланшувати, збирати молодими, подавати з іншими сильними смаками або застосовувати комбінацію цих методів. У південних Сполучених Штатах їх традиційно подають з гарячою заправкою з бекону (подібно до салату зі шпинату). В Італії листя пасерують, додають до супів або додають сирими до салатів.
Листя кульбаби були частиною традиційної кашмірської кухні, ліванської кухні, іспанської кухні, італійської кухні, албанської кухні, словенської, сефардської , китайської, грецької кухні (χόρτα) та корейської кухні. На Криті місцеві жителі їдять листя сорту під назвою 'Марі' (Μαρί), 'Маріакі' (Μαριάκι) або 'Копрорадіко' (Κοπροράδικο), сирими або вареними в салатах. T. megalorhizon, ендемічний для Криту вид, вживають таким самим чином; він зустрічається лише на великих висотах (1 000—1 600 метрів (3 300—5 200 фут)) та на перелогових ділянках і називається пентарамія (πενταράμια) або агріорадіко (αγριοράδικο).
Пелюстки квітів, разом з іншими інгредієнтами, зазвичай включаючи цитрусові, використовують для виготовлення вина з кульбаби. Мелені, смажені корені можна використовувати як безкофеїнову альтернативу каві. Кульбаба також зазвичай використовувалася для виготовлення традиційного британського безалкогольного напою кульбаба та лопух і є одним із інгредієнтів кореневого пива.

### Барвник
Жовті квіти можна висушити і перемолоти на жовто-пігментований порошок і використовувати як барвник.

### Алерген
Кульбаби можуть викликати алергічні реакції у чутливих осіб при споживанні або контакті зі шкірою, але ризик є незначним. Латекс, що містить сесквітерпенові лактони, присутній у високих концентраціях у головному корені та стеблах звичайної кульбаби. Однак лише деякі дослідники згадували про можливий ризик легкого алергічного контактного дерматиту для людей з лактоновою гіперчутливістю.

### Траволікування
Кульбаба використовувалася в традиційній медицині в Європі, Північній Америці та Китаї.

### Їжа для диких тварин
Кульбаби не залежать від дикої природи для поширення чи запилення; однак багато представників дикої природи отримують користь від достатку цієї рослини. Кролики, дикі індички, білохвості олені, східні бурундуки, перепели віргінські та багато видів птахів споживають насіння та листя. Крім того, багато комах збирають нектар з квітів, особливо ранньою весною, коли дуже мало інших квітів цвіте.

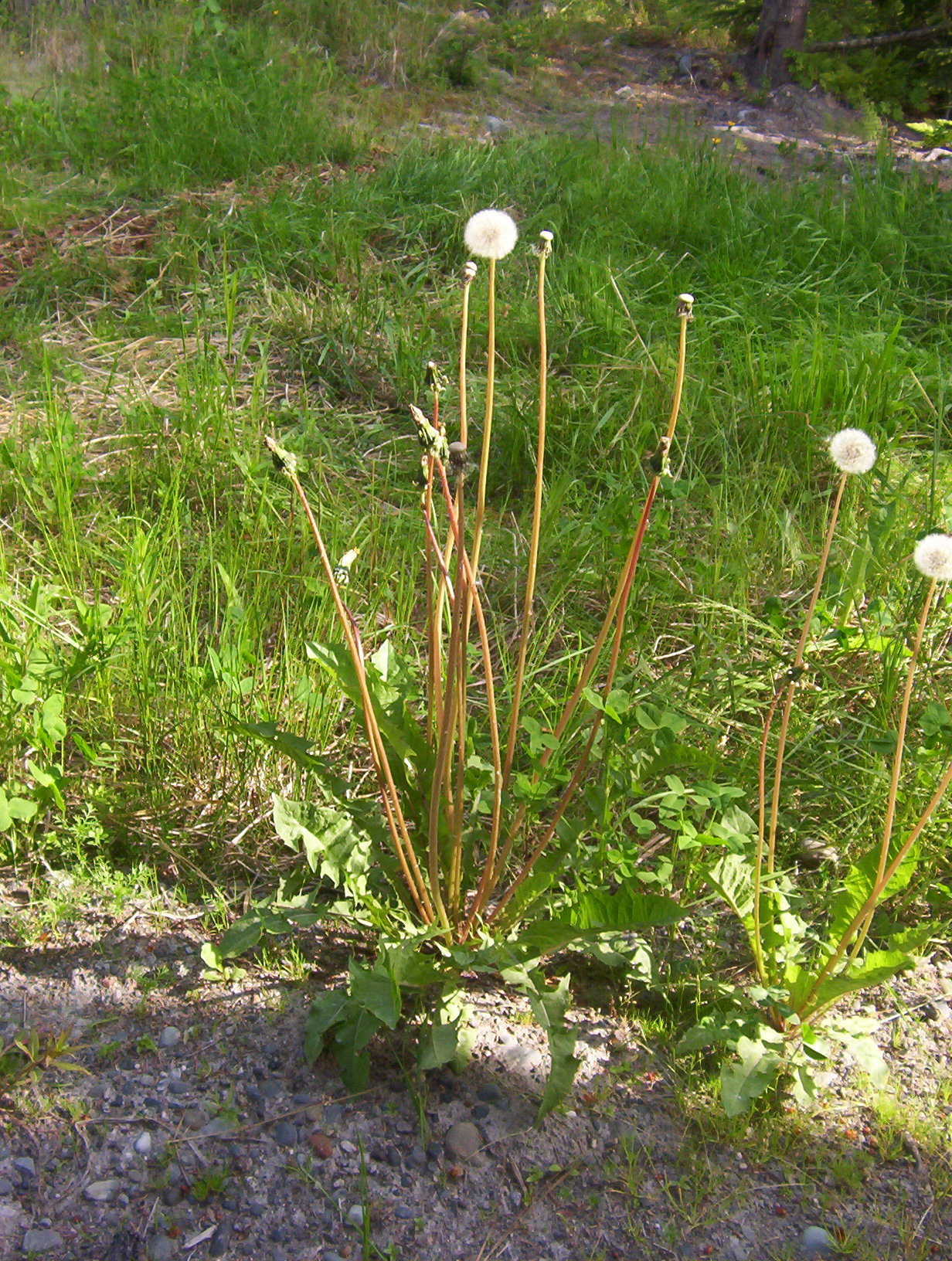
Зразок кульбаби висотою 85 cm

### Насіння
Насіння Taraxacum є важливим джерелом їжі для певних птахів (коноплянки).

### Нектар
Сабо вивчав виділення нектару на ділянці кульбаби протягом двох років (59,2 та 8,9 квітів на квадратний метр (5,50 та 0,83/фут2) у 1981 та 1982 роках). Він виміряв середній об'єм нектару 7,4 мкл/квітка в 1981 році та 3,7 мкл/квітка в 1982 році. Квіти мали тенденцію відкриватися вранці та закриватися після обіду, причому концентрації були значно вищими на другий день.

## Цікаві факти
- Уповільнена кінозйомка, опублікована в інтернеті, де квітка кульбаби перетворюється на пухнасту кульку з насінням, виявила, що багато людей вважає ці дві стадії розвитку — різними рослинами[36].  Природолюби України започаткували традицію  відзначати 27 квітня  як «День Кульбаби».